# Karavanseraj
Karavanseraj (perz: كاروانسرا kārvānsarā ali کاروانسرای kārvānsarāi, turško: Kervansaray) je obcestno počivališče za sprejemanje in nastanitev karavan, pogosto tudi lokalno trgovsko središče ali vojaško oporišče. Karavanseraji so zagotavljali pretok blaga, ljudi in informacij.
V zgodovini so nastajali ob poteh, ki so potekale v divjih nenaseljenih krajih zaradi različnih nevarnosti: divjih živali in roparjev. Osnovna funkcija karavanseraja je bila zagotavljanje počitka in prenočišča za potnike in živali, zato so bili običajno med seboj oddaljeni dan hoda.
Poleg naziva karavanseraj, ki je perzijskega porekla, je podoben tip počivališč poznan kot seraj v Indiji, funduk v arabskem svetu ali han na prostorih bivšega Osmanskega cesarstva.
Najstarejši vir, v katerem so opisani karavanseraji, so zabeležke grškega zgodovinarja Herodota iz 5. stoletja pr. n. št., ki v svojem delu Zgodovina (V. 52 - 53) opisuje 2700 km dolgo perzijsko Kraljevsko cesto in njena postajališča oziroma počivališča.  Z razvojem Svilne ceste so se karavanseraji gradili širom po jugozahodni, južni in srednji Aziji, s prihodom islama pa so se širili tudi na severno Afriko. Pod Osmanskim cesarstvom se pojavljajo tudi po jugovzhodni Evropi vse do Hrvaške. Tak primer je han Jusufa Maškovića v pakoštanski Vrani, zgrajen v 17. stoletju.

## Etimologija
Beseda je karavanseraj je perzijska beseda kārvānsarā in je sestavljena iz besede kārvān (karavana) in sara (palača z zaprtim dvoriščem), ki jima je dodana turška pripona -yi. Karavana pomeni skupino trgovcev, romarjev ali drugih potnikov, ki potujejo na dolge razdalje.

## Arhitektura
Karavanseraji so bili običajno pravokotnega tlorisa, imeli so samo en vhod dovolj velik, da so lahko vstopile kamele, in bili obdani z obzidjem, ob katerem so bili razporejeni enonadstropni prostori, kamor so namestili trgovce in njihove delavce, živali in blago. V središču se je nahajalo veliko nepokrito notranje dvorišče ali trg. 
Na notranjih pročeljih že od starega veka dominirajo ločne konstrukcije, oboki in ajvani, prvotno karakteristični za iransko, kasneje tudi islamsko arhitekturo nasploh.
Karavanseraji so imeli vodo za ljudi in živali, pranje in obredne potrebe. Lahko so imeli tudi kopališče. Preskrbljeni so bili s krmo za živali, v trgovinah so potniki lahko kupili nove zaloge. Poleg tega so nekatere trgovine preprodajale blago potujočih trgovcev. 

## Pomembni karavanseraji
- Büyük Han
- Karavanseraj [[Sa'd al-Saltaneh
- Hanul lui Manuc
- Han al-Tujjar (gora Tabor)
- Han al-Tujjar (Nablus)
- Han al-Umdan
- Han As'ad Pasha
- Han Jaqmaq
- Han el-Khalili
- Han Sulayman Pasha
- Han Tuman
- Karavanseraj Rabati Malik
- Karavanseraj Selim
- Saraj Nampally
- Karavanseraj Zeinodin

## Galerija
- Notranjost karavanseraja Sa'd al-Saltaneh v Qazvinu, Iran.
- Notranjost karavanseraja Orbelian, Armenija
- Karavanseraj Karaj iz safavidske dobe, Iran
- Karavanseraj v Šaki, Azerbajdžan
- Opuščen karavanseraj v Neyestānaku, Iran
- Khan al-Umdan v Acre, Izrael
- Khan As'ad Pasha v Damasku, Sirija
- Khan al-Wazir, Alep, Sirija